# Diethyldicarbonat
Diethyldicarbonat, auch Diethylpyrocarbonat (DEPC), ist ein Ester der Pyrokohlensäure (Pyrocarbonat, Dicarbonat).

## Verwendung
Diethyldicarbonat wird in der Biochemie und Molekularbiologie zur Inaktivierung von Ribonukleasen (RNasen) verwendet. Bei der Herstellung RNase-freien Wassers wird diesem 0,1 % Diethyldicarbonat zugesetzt. Nach der Inkubation bei Raumtemperatur wird es anschließend autoklaviert. Unverbrauchtes Diethyldicarbonat hydrolysiert bei der Autoklavierung zu Ethanol und Kohlenstoffdioxid. Alternativ können manche fertigen Lösungen mit 0,05 % Diethyldicarbonat angesetzt werden und im Anschluss an eine 12 h Inkubation bei Raumtemperatur autoklaviert werden, wodurch auch mögliche RNase-Kontaminationen aus den Reagenzien inaktiviert werden, nicht aber in Anwesenheit von TRIS oder Thiolen. RNase-freies Wasser wird bei der RNA-Reinigung und bei nachfolgenden Experimenten mit RNA verwendet.
Bis 1973 wurde Diethyldicarbonat in der Getränkeindustrie zur Kaltpasteurisation von Fruchtsäften, Wein und Bier verwendet (Kaltentkeimung). Diethyldicarbonat kann in wässrig-saurer Lösung und in Anwesenheit von Ammoniumionen (NH4+) Ethylurethan bilden, das von der IARC in die Kategorie 2A („wahrscheinlich krebserzeugend für den Menschen“)  eingestuft ist. Aus diesem Grund wurde 1973 der Zusatz von Diethyldicarbonat in Getränken verboten. Als Folgewirkstoff wird Dimethyldicarbonat eingesetzt.